# Дикарка
«Дикунка» — кінофільм режисера Юрія Павлова за однойменною п'єсою російського письменника Олександра Островського, що вийшов на екрани в 2001 році.

## Зміст
Після довгих мандрівок по закордонах в рідний маєток Миловидов повертається старіючий поміщик Олександр Львович Ашметьев. Незабаром він повідомляє свої ненависній дружині Марії Петрівні, що має намір знову поїхати до Парижу, геть від нудного життя в селі. У відчаї Марія Петрівна придумує хитрий план: вона знайомить Олександра Львовича з Варею Зубарєвою, юною красунею, яка живе в сусідньому маєтку, сподіваючись, що цей «магніт» хоч ненадовго утримає будинку легковажного чоловіка. Але жартівлива інтрига приймає серйозний оборот, коли стає очевидно, що елегантний Ашметьев не тільки закрутив голову сміливій і незалежній Варі, але й сам всерйоз захопився нею. І тільки тепер Олександр Львович починає замислюватися, якими наслідками для його розміреного життя може обернутися пристрасний роман з чарівною «панночкою-дикункою».

## Ролі
| Актор            | Роль                                                        |
| ---------------- | ----------------------------------------------------------- |
| Валерій Дегтяр   | Дмитро Андрійович Мальков                                   |
| Римма Маркова    | Анна Степанівна Ашметьева (багата поміщиця)                 |
| Євген Меркур'єв  | Сисой (старий слуга Ашметьева)                              |
| Дар'я Мороз      | Варя                                                        |
| Сергій Никоненко | Кирило Максимович Зубарєв                                   |
| Сергій Паршин    | Михайло Тарасич Боєв (сусід Ашметьева і Зубарєва, холостяк) |
| Ірина Розанова   | Марія Петрівна (дружина Олександра Ашметьева)               |
| Ніна Усатова     | Мавра Денисівна (нянька Вари)                               |
| Сергій Шакуров   | Олександр Львович Ашметьев                                  |
| Ігор Волков      | Віктор Васильович Вершинський                               |
| Дарина Мороз     | Варя                                                        |

## Призи
- Приз за найкращу жіночу роль Дарині Мороз на кінофестивалі у Владикавказі (2001)
- Премія «Ніка» за найкращу музику до фільму Ісааку Шварцу (2001)
- Спецприз журі Юрію Павлову на кінофестивалі «Література і кіно» в Гатчині (2002)
- Приз за найкращу жіночу роль Ірині Розанової на фестивалі «Література і кіно» в Гатчині (2002)

## Знімальна група
- Режисер-постановник — Юрій Павлов
- Сценарист — Ігор Агєєв
- Продюсер — Сергій Мелькумов
- Композитор — Ісаак Шварц
- Художник-постановник — Віра Зелінська